# Yaigne
L'Yaigne est une rivière bretonne du département d'Ille-et-Vilaine, en région Bretagne et un affluent de rive droite de la Seiche, donc un sous-affluent de la Vilaine.

## Géographie
De 27 km de longueur, l'Yaigne prend sa source à Cornillé, au lieu-dit la Petite Haie, à 97 m d'altitude. Il traverse deux fois la route nationale 157 ou E50 sur sa partie voie expresse Laval- Vitré-Rennes.
Puis coulant globalement de l'est vers l'ouest., l'Yaigne traverse la ville de Châteaugiron et conflue en rive droite dans la Seiche à Nouvoitou, au lieu-dit la Boussardière, à 23 m d'altitude.
Il s'appelle aussi ruisseau de Guines en partie amont

### Communes et cantons traversés
Dans le seul département d'Ille-et-Vilaine, l'Yaigne traverse sept communes et trois cantons :
- dans le sens amont vers aval : Cornillé (source), Saint-Didier, Domagné, Ossé, Châteaugiron, Domloup, Nouvoitou (confluence).

Soit en termes de cantons, l'Yaigne prend source dans le canton de Vitré-Ouest, traverse le canton de Châteaubourg
et conflue dans le canton de Châteaugiron, le tout dans l'arrondissement de Fougères-Vitré.

### Bassin versant
L'Yaigne traverse une seule zone hydrographique L'Yaigne et ses affluents (J745) de 63 km2 de superficie.

### Organisme gestionnaire
L'Organisme gestionnaire est Eaux et Vilaine

## Affluents
L'Yaigne a cinq affluents référencés :
- ? (rg) 1,3 km sur les deux communes de Saint-Aubin-du-Pavail et Ossé
- le ruisseau du Bois de Gervis (rd) 2,3 km sur les deux communes de Châteaugiron (confluence) et Noyal-sur-Vilaine (source), avec un affluent :
  - ? 0,2 km sur la seule commune de Châteaugiron
- le Rimon, 2,2 km sur la seule commune de Domloup et longeant le bourg à l'est.
- le ruisseau de la Fontaine Saint Loup, 1,8 km sur les deux communes de Nouvoitou et Domloup avec un affluent :
  - ? 1,8 km sur la commune de Domloup.

Géoportail ajoute un affluent droit :
- le ruisseau du Grand Corcé[notes 1] (rd) 2 km sur les deux communes de Vern-sur-Seiche (source) et Nouvoitou (confluence).

Donc son rang de Strahler est de trois.

## Qualité de l'eau
Un point de suivi de la qualité de l'Yaigne existe sur la commune de Nouvoitou,, qui donne les résultats suivants :
| Nitrates                                   | 2010 | 2011 | 2012 | 2013 | 2014 |
| ------------------------------------------ | ---- | ---- | ---- | ---- | ---- |
| Concentration du paramètre (percentile 90) | 57   | 53,6 | 47,7 | 55,8 | 40   |
| Classe SEQ-Eau                             |      |      |      |      |      |

Conformément à la directive-cadre sur l'eau, l'Yaigne doit atteindre le bon état écologique de l'eau. Les évaluations effectuées montrent l'état écologique suivant :
| état écologique de la masse d'eau | 2010  | 2011     |
| --------------------------------- | ----- | -------- |
| état écologique                   | Moyen | Médiocre |

### Stations d'épuration
Afin d'épurer les eaux urbaines ou industrielles, la Seiche accueillent des stations d'épuration :
- À Domagné sur l'affluent droit juste avant la confluence. Une pisciculture est implantée sur la même commune de Domagné, à côté de la ligne TGV en construction ou LGV Bretagne-Pays de la Loire.
- À Domloup, à la sortie des deux communes de Domloup et Châteaugiron, ainsi que la zone d'activité de la Bréjoterie.
- À Nouvoitou, avant la confluence du Grand Corcé

Le bourg de Saint-Aubin-du-Pavail épure ses eaux avec des bassins de lagunage, sur l'affluent de rive gauche.

## Galerie photos

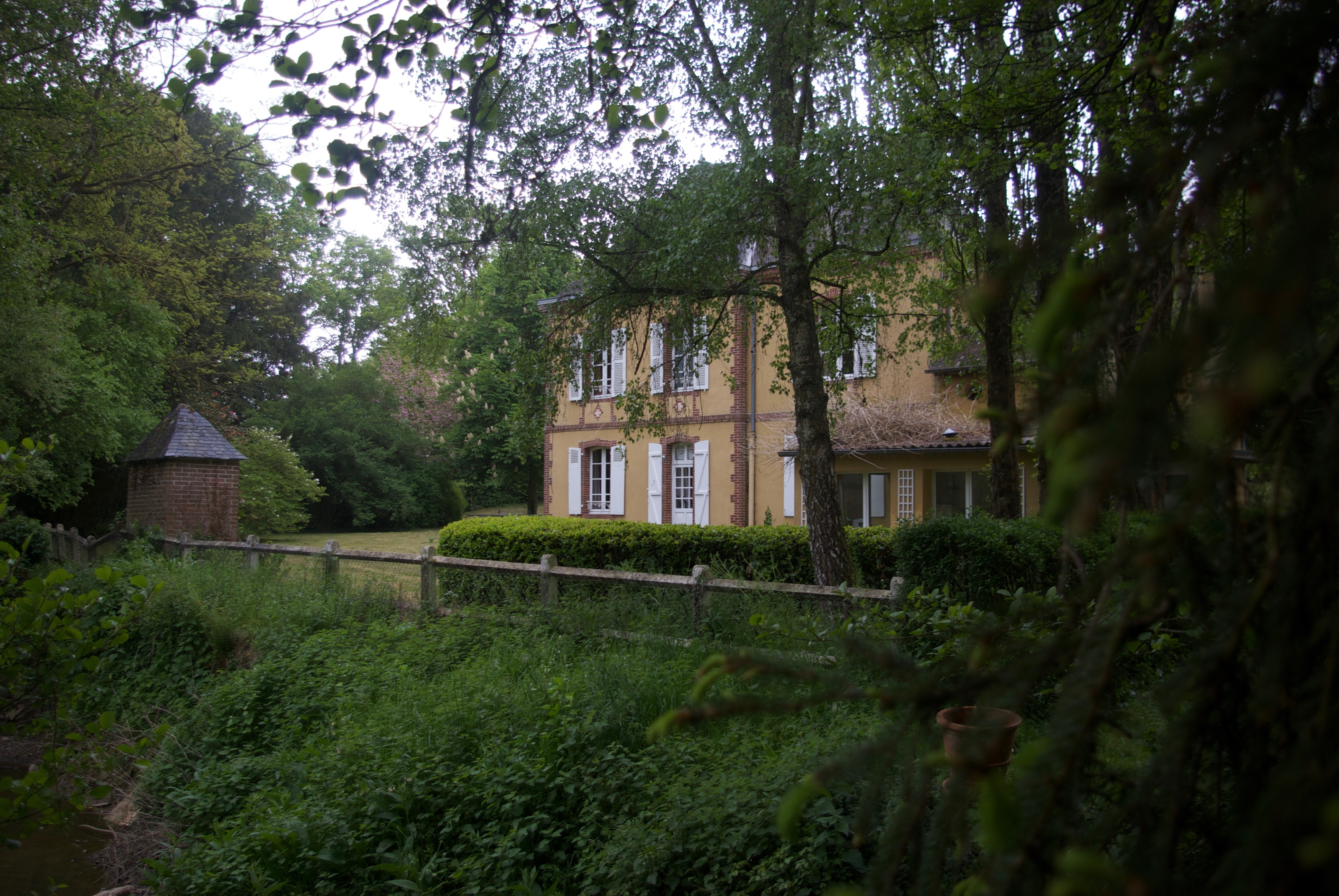
Belle maison sur les bords de la rivière l'Yaigne.
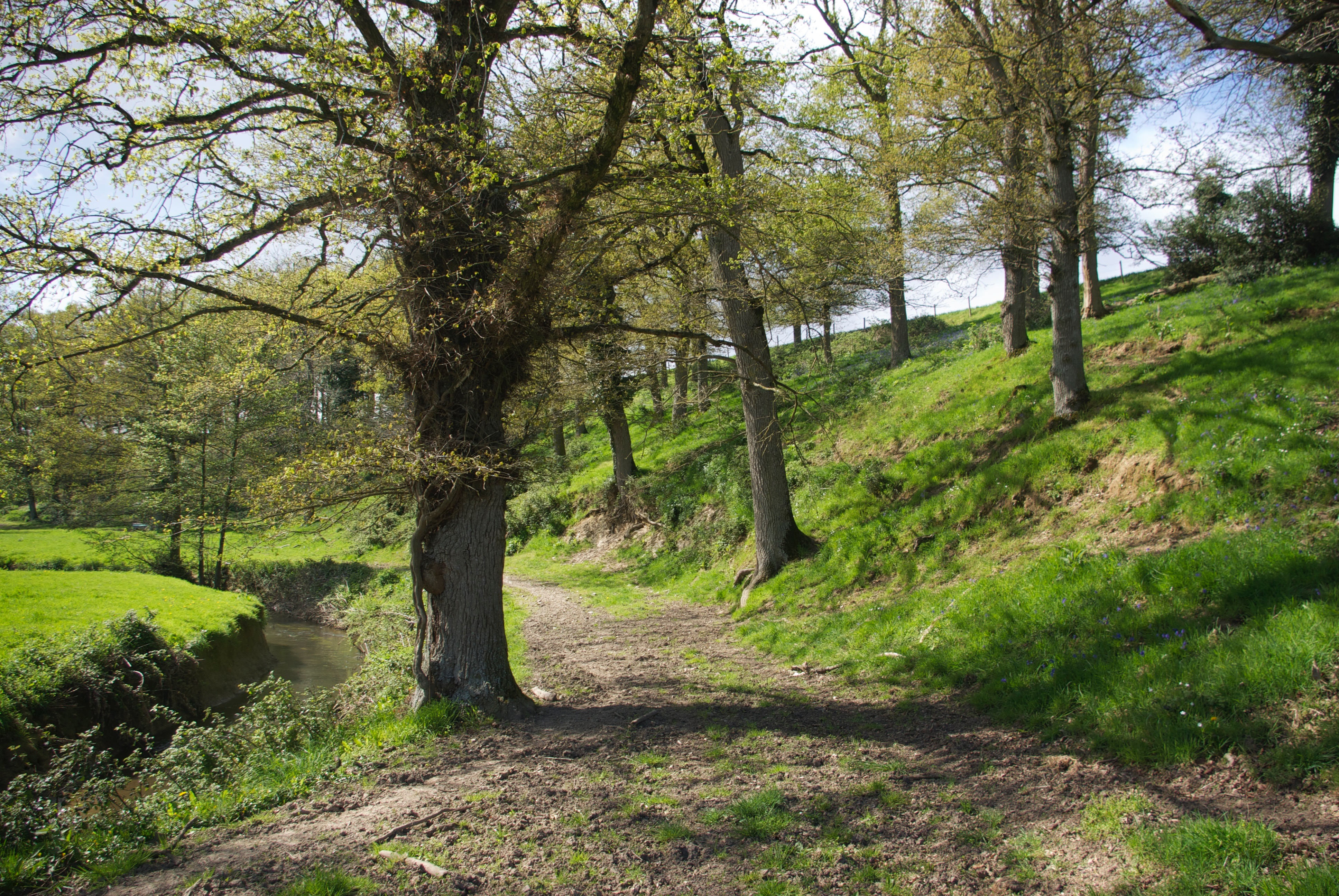
Paysage des bords de l'Yaigne au printemps près de Châteaugiron.